# Short track na Zimowych Światowych Wojskowych Igrzyskach Sportowych 2010 – 1500 m kobiet
Bieg na 1500 m mężczyzn na 1. Zimowych Światowych Wojskowych Igrzyskach Sportowych – jedna z zimowych konkurencji rozgrywana podczas igrzysk wojskowych w ramach short tracku, która odbyła się w dniu 24 marca 2010   w hali w Courmayeur położonego w regionie Dolina Aosty we Włoszech. Zawody wygrała Bułgarka Ewgenija Radanowa.

## Terminarz
Konkurencja rozpoczęła w dniu 24 marca o godzinie 10:00 (czasu miejscowego). Zawody kobiet były przeprowadzone naprzemiennie z biegami mężczyzn.
| Harmonogram przebiegu konkurencji | Harmonogram przebiegu konkurencji | Harmonogram przebiegu konkurencji | Harmonogram przebiegu konkurencji |
| Data                              | Godzina rozpoczęcia               | Godzina rozpoczęcia               | Wydarzenie                        |
| Data                              | (UTC+01:00)                       | CET                               | Wydarzenie                        |
| --------------------------------- | --------------------------------- | --------------------------------- | --------------------------------- |
| 24 marca 2010(dts)                | 10:00                             |                                   | Finały                            |

## Uczestniczki
Do zawodów zgłoszonych zostało 9 zawodniczek (reprezentujących 5 kraje) na starcie nie stanęła Włoszka Arianna Fontana.
- Austria (1)
- Bułgaria (1)
- Chiny (3)
- Niemcy (2)
- Włochy (1)

## Medalistki
| Złoto                        | Srebro             | Brąz                        |
| Bułgaria · Ewgenija Radanowa | Chiny · Sun Huizhu | Austria · Veronika Windisch |

## Wyniki

### Finał
| Miejsce | Zawodniczka       | Reprezentacja | Czas     | Uwagi |
| ------- | ----------------- | ------------- | -------- | ----- |
| 01 !    | Ewgenija Radanowa | Bułgaria      | 2:30,355 |       |
| 02 !    | Sun Huizhu        | Chiny         | 2:30,421 |       |
| 03 !    | Veronika Windisch | Austria       | 2:30,491 |       |
| 4.      | Han Xiaofei       | Chiny         | 2:30,758 |       |
| 5.      | Christin Priebst  | Niemcy        | 2:31,335 |       |
| 6.      | Ma Shuai          | Chiny         | 2:40,146 |       |
|         |                   |               |          |       |
| 7.      | Katia Zini        | Włochy        | 2:40,383 |       |
| 8.      | Susanna Rudolph   | Niemcy        | 2:36,521 |       |

Źródło